# Wallfahrtskirche Krenstetten

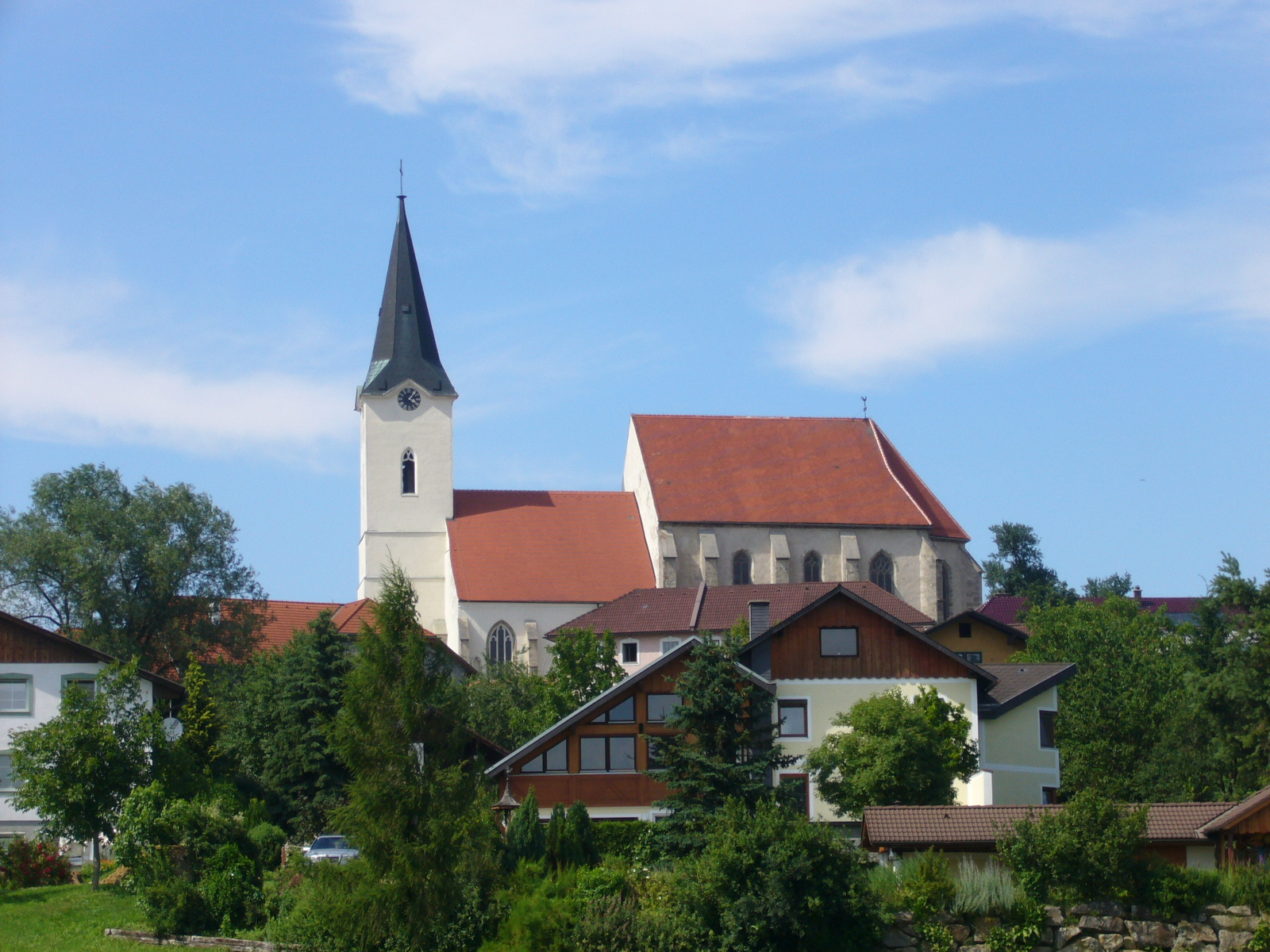
Katholische Pfarr- und Wallfahrtskirche Mariä Himmelfahrt in Krenstetten

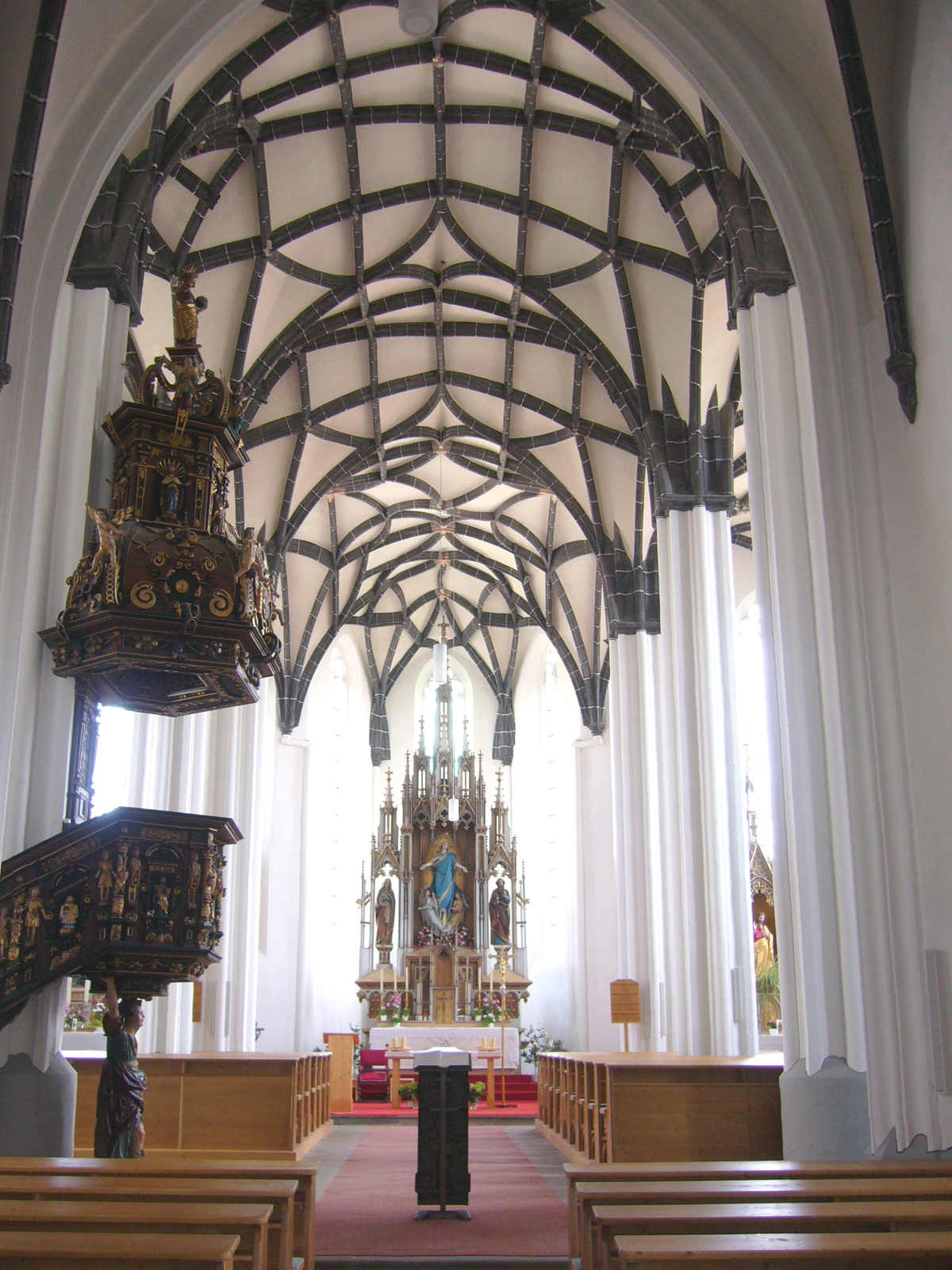
Im Mittelschiff zum Altar in der lichtdurchflutete Chorhalle

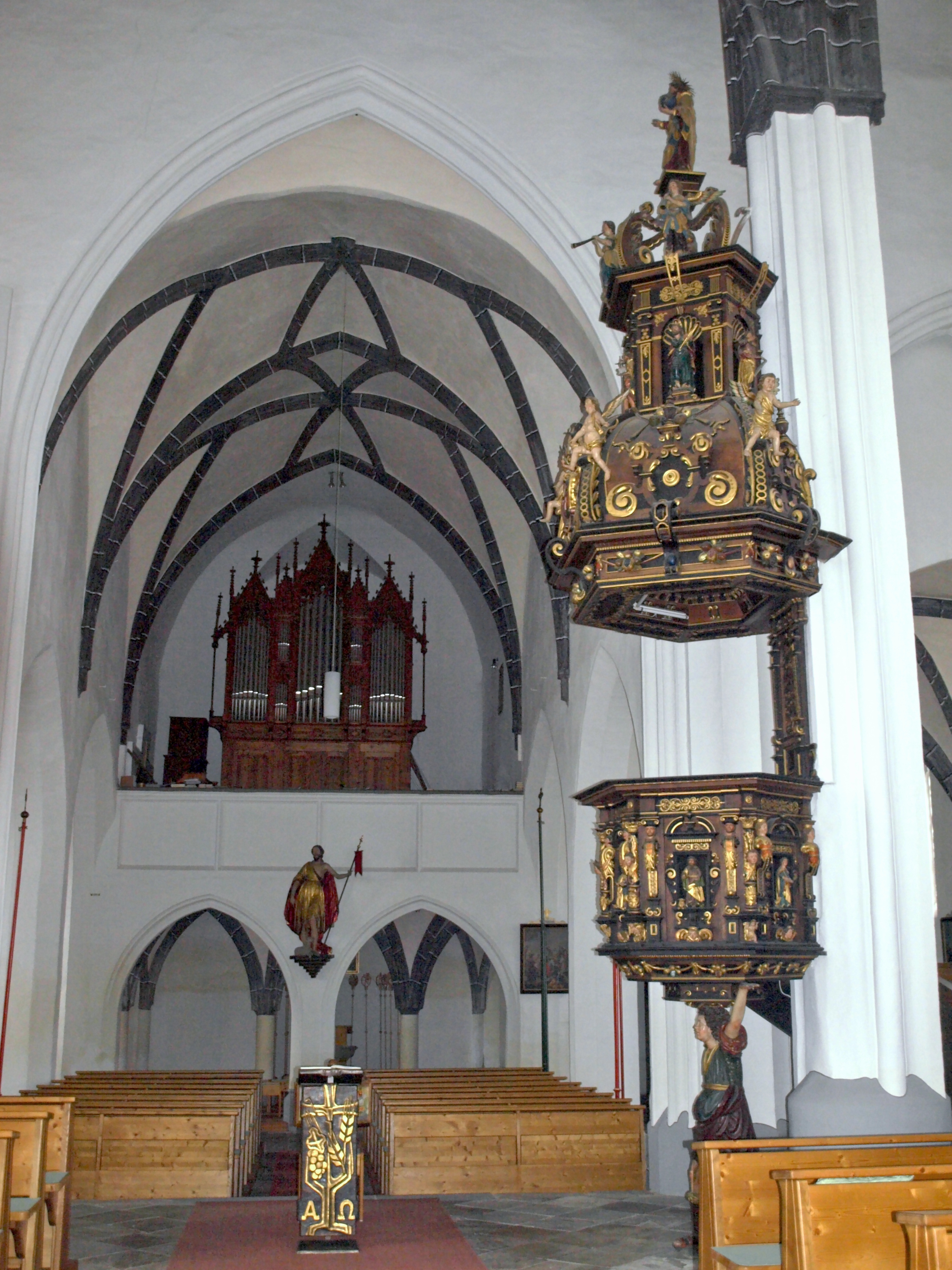
Im höheren Mittelchor zum niedrigeren kürzeren Langhausmittelschiff mit der Orgelempore mit Zwischensäulen unterwölbt

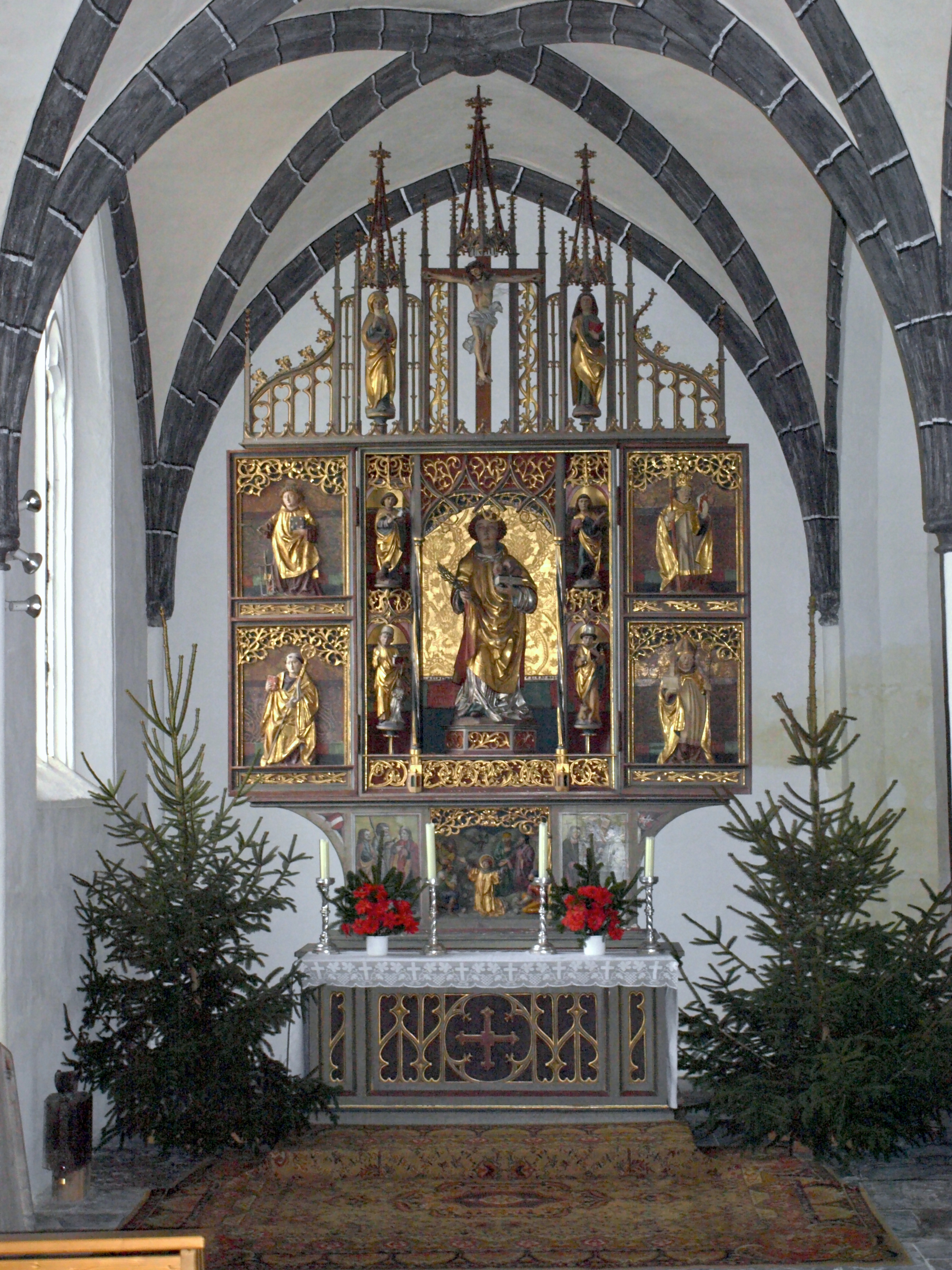
Spätgotische Flügelaltar aus 1510/1520

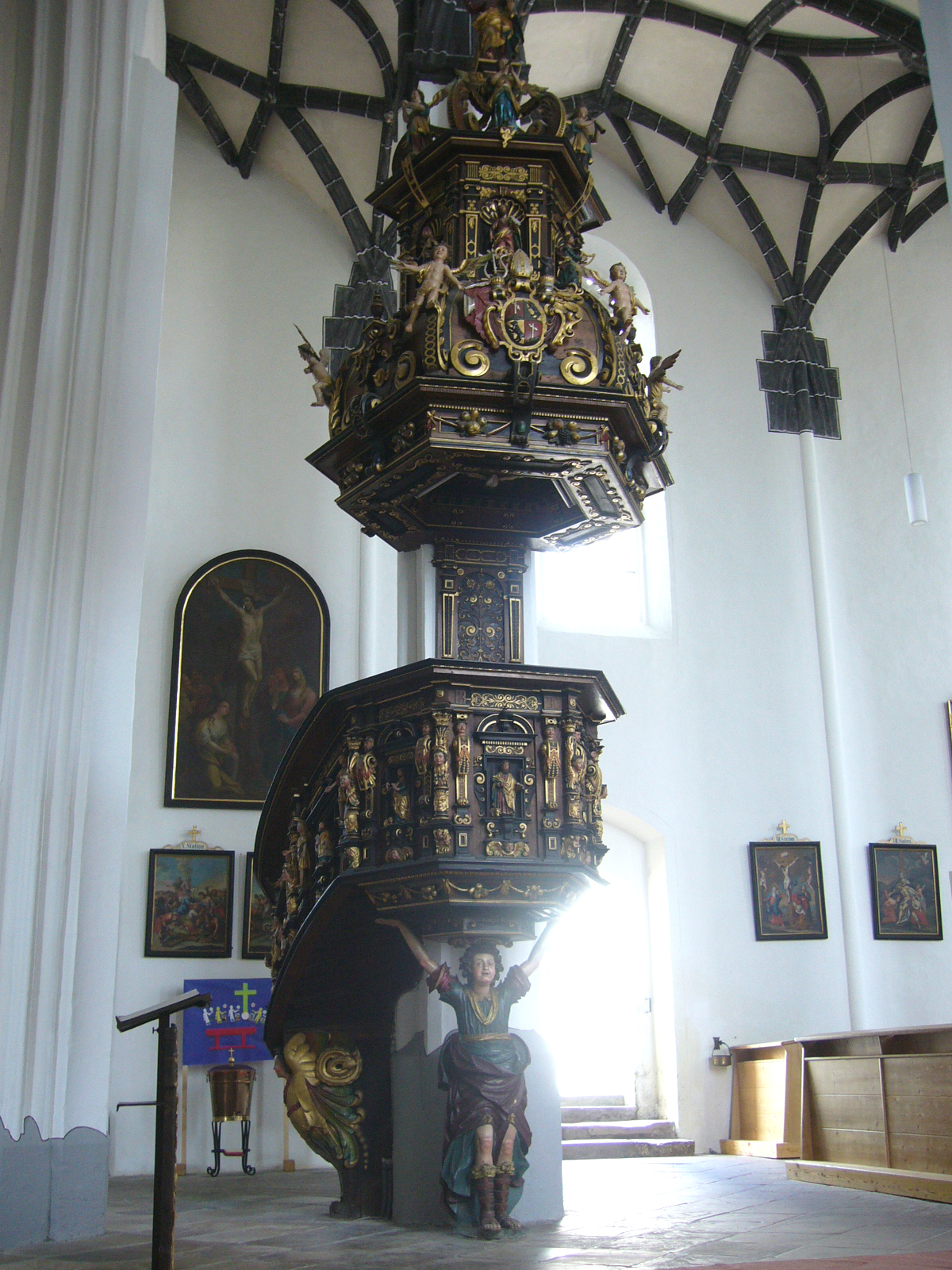
Frühbarocke Kanzel aus der Stiftskirche Seitenstetten hierher übertragen

Die Pfarr- und Wallfahrtskirche Krenstetten steht auf einer Anhöhe im Kirchweiler Krenstetten in der Marktgemeinde Aschbach-Markt im Bezirk Amstetten in Niederösterreich. Die auf das Fest Mariä Himmelfahrt geweihte römisch-katholische Pfarr- und Wallfahrtskirche, dem Stift Seitenstetten inkorporiert, gehört zum Dekanat Amstetten der Diözese St. Pölten. Die ehemalige Wehrkirche und der Friedhof stehen unter Denkmalschutz (Listeneintrag).

## Geschichte
Eine anfängliche Kirche um 1100 wurde urkundlich 1116 als Filiale der Pfarrkirche Aschbach-Markt dem Stift Seitenstetten übertragen. 1380 Pfarre.
1441 wurde das heutige Langhaus vollendet. Um 1500 entwickelte sich eine Wallfahrt und um 1510/1520 wurde ein neuer großzügiger Chorneubau vielleicht nach den Plänen von Hans Schwettichawer errichtet. 1794 war ein Kirchenbrand. 1862 Stiftspfarre von Seitenstetten. Ab 1868 wurde die Kirche teils regotisiert. 1967/1968 wurde die Kirche restauriert.

## Architektur
Die spätgotische Staffelkirche mit einem vorgestellten Westturm und einem großräumigen Hallenchor und einem bemerkenswerten ausschwingenden Ostschluss und einem kleinen Sakristeianbau im Norden ist von einem ummauerten Friedhof umgeben.
Das Kirchenäußere zeigt sich verputzt mit sichtbaren teils verfugten Steinmetzsteinen und einem Dach mit Biberschwanzdeckung. Das kurze spätgotische dreischiffige dreijochige Langhaus über einem verzogenen querrechteckigem Grundriss unter einem Satteldach hat zweibahnige Maßwerkfenster zwischen abgetreppten Strebepfeilern. Im mittleren Langhausjoch ist südlich zwischen Steinbänken ein Schulterbogenportal in einer profilierten Spitzbogennische mit einem eisenplattenbeschlagenen Türblatt 1891, links davon besteht ein dreibahniges Maßwerkfenster neben einer Kleeblattnische.
Der spätgotische Chor ist höher als das Langhaus mit einem bemerkenswerten originellem Chorhaupt dessen gerade anlaufenden Nebenschlüsse in einschwingender Bruchfolge in einen vortretenden Dreisechstelschluss übergeleitet wurden. Der Chor hat zwischen zweifach abgetreppten Strebepfeilern zweibahnige motivreiche Maßwerkfenster teils mit Fischblasenelementen oder Verstäbungen teils mit Gewändediensten auf verschraubten Sockeln im Südosten dreibahnig. Der im Norden vortretende spätgotische Sakristeianbau unter einem Pultdach mit zwei kleinen spätgotischen Steckgitterfenstern in der Längsachse und einem kleinen barocken Steckgitterfenster in der Querachse, ebendort ein ehemaliger Lavaboausfluß. Rechts anschließend bei der Sakristei befindet sich das Hauptportal mit spätgotischem Schulterbogen in einer verstäbten Spitzbogennische, das Türblatt hat Beschläge aus 1797.
Der Westturm aus dem 15. Jahrhundert verjüngt sich in drei Gesimsstufen und hat im Westen Schlitzluken, er ist im Norden und Süden mit neugotischen Maßwerkschallfenstern geöffnet und mit spitzbogigen profilierten Arkaden beim Erdgeschoß geöffnet. Der Turm trägt auf einem eingezogenen Giebel mit einer Turmuhr aus 1888 einen oktogonalen Spitzhelm. Die Turmhalle hat ein Kreuzrippengewölbe auf Runddiensten und zwei profilierte Stichbogennischen aus der Bauzeit.
Das Kircheninnere ist vom starken Kontrast zwischen dem düsteren Langhausmittelschiff und der lichtdurchfluteten Chorhalle geprägt.
Das Langhaus war anfangs um die Mitte des 13. Jahrhunderts eine Basilika mit Flachdecken, wo die Obergadenfenster im Dachboden erhalten sind, der Umbau des Langhauses zur Staffelhalle wurde 1441 vollendet. Das Langhaus wurde im Westjoch nach einem Brand 1797 rippenlos neu eingewölbt. Die Oktogonalpfeier des Mittelschiffes gehen in Scheidbögen und öffnen so zu den Seitenschiffen. Das Mittelschiff hat ein Gewölbe mit einem Rippennetz auf Gurtrippen auf Konsolen und in den Seitenschiffen Kreuzrippengewölbe auf Runddiensten oder Konsolen. Über dem Westjoch des Langhauses befindet sich im Mittel- und Nordschiff die Empore mit vier profilierten Spitzbogenarkaden mit einer Zwischenstützenreihe aus fünf kämpferlosen teils auf Lücke gestellten Rundpfeilern mit spitzbogigen Schrägrippen unterwölbt, im Nordschiff jedoch mit einem feingliedrigen Rippennetz mit Gurtbögen unterwölbt. Die Empore zeigt im Nordschiff eine fragmentierte Blendmaßwerkbrüstung, im Mittelschiff eine Kassettenbrüstung und ein abgefastes Spitzbogenportal zum Turm. Ein ehemaliges Westportal mit einem Spitzbogengewände mit nördlicher Konsole wurde zu einer Nische abgemauert.
Der spätgotisch profilierte Triumphbogen ist leicht eingezogen und höher als das Langhaus.
Der Chor als bemerkenswerter Einheitsraum um 1510/1520 ist eine dreischiffigen zweieinhalbjochige Halle mit einem ein- bis zweijochig gestaffelten leicht erhöhten Endchor, der Gesamtchor hat eine durchlaufendes Gewölbe mit teils verstäbten Kassettenrippen mit Viertelkreiselementen, Axialdiensten und Kastenkapitellen bzw. auf zarten Runddiensten mit verschieden facettierten Sockeln, das Gewölbe zeigt im Endchor zusätzliche Schlingrippen- und Wirbelkreuzelemente sowie ein gebrochenes Dienstpaar. Nordseitig im Chor ist ein spätgotisches zweifach verstäbtes schulterbogiges Sakristeiportal mit einer eisenplattenbeschlagenen Türblatt. Die Sakristei hat ein sechsteiliges Sternrippengewölbe.

## Ausstattung
Es gibt drei neugotische Altäre als dreiteilige Baldachinretabel von Johann Rindt. Der Hochaltar aus 1868 trägt die Statuen Mariä Himmelfahrt zwischen den hll. Anna und Joachim. Die Seitenaltäre aus 1881 tragen neugotische Mittelstatuen und Seitenstatuen aus der zweiten Hälfte des 17. Jahrhunderts, links Madonna zwischen Katharina und Barbara mit einem Relief Pietà in der Predella, rechts Herz Jesu 1928 zwischen Leonhard und Berthold von Garsten.
Der sogenannte spätgotische Genselaltar als Flügelaltar um 1510/1520 wurde 1909/1910 von Valentin Tschadesch neugotisch ergänzt. Er trägt die Schreinstatue hl. Stephanus zwischen Statuetten der Evangelisten und eine Kreuzigungsgruppe im neugotischen Gesprenge. Die Flügelreliefs zeigen links Laurentius über Benedikt und links Urban über Wolfgang und Tafelmalerei an den Flügelaußenseiten mit vier von der Donauschule beeinflussten Darstellungen aus dem Leben des hl. Stephanus, die Malerei zeigt in der Predella sechs Apostel, die bemalte Altarrückseite zeigt einen umrankten Schmerzensmann über einem Engelspaar mit Vera Icon gemalt von Martinus Prinner 1576. Das Relief Steinigung des hl. Stephanus in der Predella und das Heiliggrab im Altartisch sind neugotisch.
Die Kanzel wurde 1703 aus der Stiftskirche Seitenstetten hierher übertragen und zeigt einen bemerkenswerten reichen frühbarocken Typus mit Statuettennischen zwischen Hermenvoluten und maskenbeschlagen Ecksäulchen zwischen zahlreichen Engeln bezeichnet mit H(ans) S(eiz) 1636.
Es gibt eine Pietà im weichen Stil um 1410/1420 und eine spätgotische Halbfigur Schmerzensmann aus der Mitte des 15. Jahrhunderts.
Die Orgel in einem neugotischen Gehäuse baute Johann Lachmayr 1907.